# Федурино (Городецький район)
Федурино (рос. Федурино) — присілок в Городецькому районі Нижньогородської області Російської Федерації.
Населення становить 575 осіб. Входить до складу муніципального утворення Федуринська сільрада.

## Історія
Від 2009 року входить до складу муніципального утворення Федуринська сільрада.

## Населення
| 2002 | 2010 |
| ---- | ---- |
| 536  | ↗575 |